# Tu crois pas si bien dire
Pour plus de détails, voir Fiche technique et Distribution.
Tu crois pas si bien dire est un téléfilm français réalisé par Giovanni Fago et diffusé dans le cadre de la série télévisée Série noire le 15 juin 1989 sur TF1.

## Synopsis
Robert Joffre (Jean-Pierre Cassel) est un comédien au chômage. Faute de rôle, il accepte une étrange proposition : remplacer le riche industriel Georges Lemaire qui va mourir d'une leucémie foudroyante. D'abord perplexe, il se laisse séduire par cette proposition insolite et entre en contact avec la mère de Georges, Martine (Danielle Darrieux), à l'origine de ce plan.

## Fiche technique
- Titre français : Tu crois pas si bien dire
- Réalisation : Giovanni Fago
- Scénario : Giovanni Fago, Umberto Pelosse et Tito Topin d’après le roman Tu crois pas si bien dire (You Can Say that Again) de James Hadley Chase
- Pays d'origine : France, Italie
- Format : Couleurs
- Genre : Policier
- Date de sortie : 1989

## Distribution
- Jean-Pierre Cassel : Robert Joffre / Georges Lemaire
- Danielle Darrieux : Martine Lemaire
- Stéphane Bouy : Durant
- Pascale Pellegrin : Sabine
- Beppe Chierici : Pierre
- Fiorenza Marchegiani : Nicole
- Pierre-Marie Escourrou : Miguel
- Dominique Colladant : Rish
- Jean-Paul Solal : Rochat
- Jean-Paul Muel : Marmier
- Philippe Brigaud : Dury
- Hubert de Lapparent : le majordome
- Serge Bento : le médecin
- Christian Neupont : le barman

## Autour du téléfilm
- Le romancier James Hadley Chase connaît trois autres adaptations dans cette série : Grandeur et décadence d'un petit commerce de cinéma en 1986, Chantons en chœur en 1987 et Cause à l'autre en 1988.

## Source
- Claude Mesplède  et Jean-Jacques Schleret (Éd. rév. de: SN, voyage au bout de la Noire), Les auteurs de la Série noire, 1945-1995, Nantes, Joseph K, coll. « Temps noir », 1996, 627 p. (ISBN 978-2-910-68611-6, OCLC 300207570), p. 602-603.